# Baía Formosa
Baía Formosa este un oraș în Rio Grande do Norte (RN), Brazilia.